# (4981) Синявская
(4981) Синявская (лат. Sinyavskaya) — типичный астероид главного пояса, открыт 12 ноября 1974 года советским астрономом Людмилой Черных в Крымской астрофизической обсерватории и 5 марта 1996 года назван в честь советской и российской оперной певицы и педагога Тамары Синявской.

## Обнаружение и именование
(4981) Синявская
Открыт 12 ноября 1974 года в Научном Л. И. Черных.
Назван в честь выдающейся российской певицы, солистки Большого театра в Москве и исполнительницы многих партий в классических и современных операх Тамары Ильиничны Синявской.
Оригинальный текст (англ.)4981 Sinyavskaya
Discovered 1974-11-12 by Chernykh, L. I. at Nauchnyj.
Named in honor of Tamara Il'inichna Sinyavskaya, distinguished Russian singer, soloist at the Bolshoj Theatre in Moscow and performer of many roles in classical and modern operas.
Источники: DISCOVERY.DB; M.P.C. 26763.

## Орбита

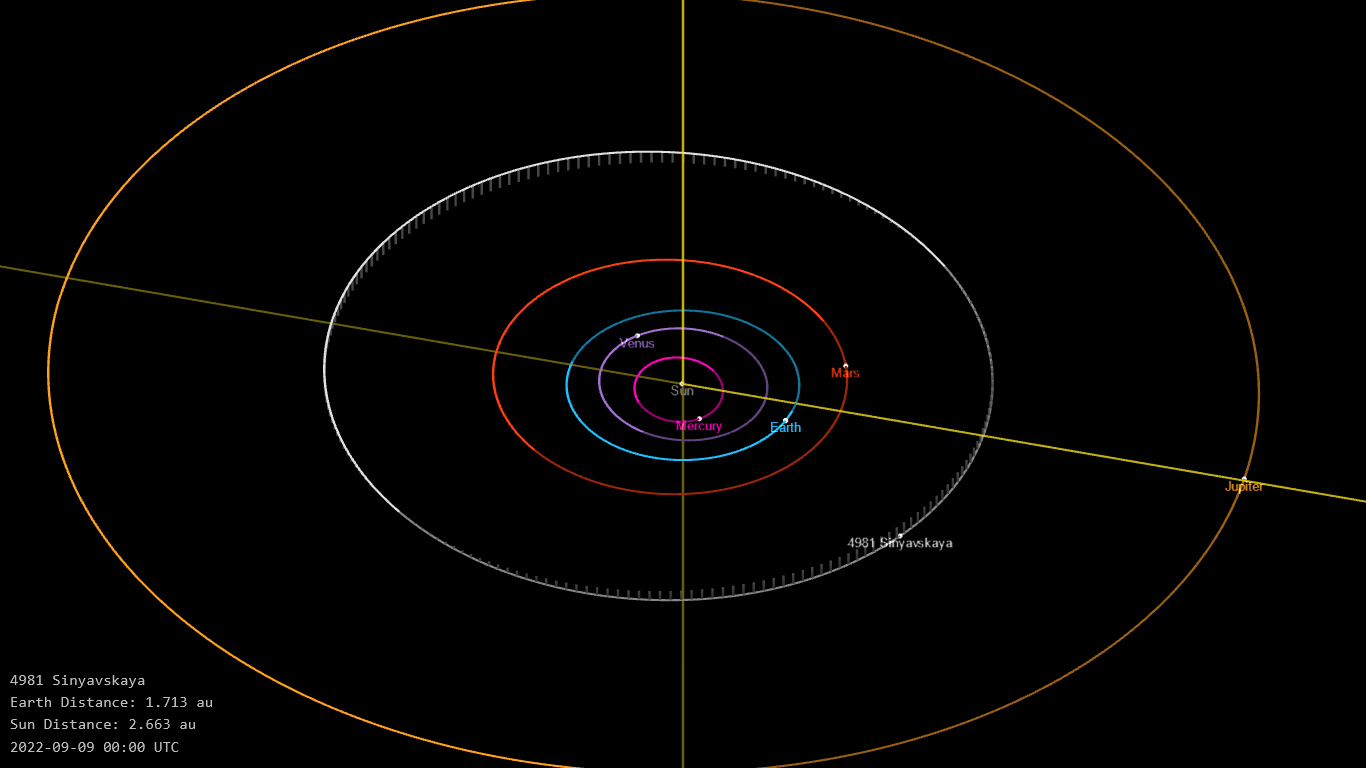
Орбита астероида Синявская и его положение в Солнечной системе

## Физические характеристики
Астероид относится к таксономическому классу S.
По результатам наблюдений в видимом и ближнем инфракрасном диапазоне космического телескопа NEOWISE диаметр астероида оценивался равным 9,227±0,219 км. Согласно тем же источникам альбедо оценивается как 0,2999±0,0680 и 0,300±0,068.